# Nikolaus August Otto
Nikolaus August Otto (født 14. juni 1832, død 26. januar 1891) var en tysk ingeniør som opfandt 4-takts forbrændingsmotoren, det første alternativ til dampmaskinen. Ottos motor muliggjorde konstruktion af automobiler, motorbåde, motorcykler og fly.
- Wikimedia Commons har flere filer relateret til Nikolaus August Otto